# 黒木家永
黒木 家永（くろき いえなが）は、戦国時代から安土桃山時代にかけての武将。筑後国上妻郡猫尾城主。

## 生涯
黒木氏は筑後上妻郡のほぼ中央部、星野川が矢部川に合流する地点にある黒木郷を拠点とした国人。筑後十五城と呼ばれた大身の一つ。曽祖父とされる繁実（親実）、祖父・右実（鑑実）、父・鑑隆（※鑑隆と家永を同一人物とする説もある）がいずれも豊後国の大友氏当主からの偏諱を賜っていることから、この頃は大友氏に従っていたようであるが、家永自身は初めは大友義鎮（宗麟）に対抗の姿勢をみせており、偏諱も賜っていない。
永禄7年（1564年）、大友氏の大軍が攻め寄せると居城・猫尾城で迎え撃ち、寡兵でよく持ち堪えたが、多勢に無勢で叔父の黒木実連ら共に降伏。その後は大友氏に忠誠を誓い、諸戦に参加した。しかし、天正6年（1578年）の黒木氏も従軍した耳川の戦いで、大友氏が薩摩国の島津氏に壊滅的な敗北を喫し、筑後に対する影響力を弱めると、代わりに肥前国・龍造寺氏の圧力が増し、これにやむなく従う事となる。
天正9年（1581年）5月、龍造寺隆信は、柳川城主の蒲池鎮漣を謀殺し、鎮漣の一族を殺戮し、柳川の蒲船津城にいた弟蒲池益種も討ち死にする。龍造寺氏の所業に激怒した家永は龍造寺氏に反旗を翻し、龍造寺政家・鍋島直茂らの軍勢に囲まれるが、肥前の国人・草野氏の仲裁もあり、嫡子を龍造寺氏に人質として送り、和睦した。
同12年（1584年）、沖田畷の戦いで龍造寺隆信が戦死した後も、龍造寺氏に起請文を送り異心のない旨を誓ったが、この大敗によって進軍の好機と見た大友氏が龍造寺領内へと侵攻すると、大友方から龍造寺方に転じた経緯のある黒木氏は、格好の標的となり、猫尾城も包囲された。
大友勢に対し、黒木勢は龍造寺氏に援軍を要請するなどして、よく防戦し膠着状態が続いたが、これに業を煮やした大友勢の援軍として、立花道雪・高橋紹運らが援軍として駆けつけると、龍造寺氏の援軍は立花勢と激戦を展開したものの敗退してしまい、城内の兵糧の欠乏も相まって、ついに家永は抗戦を諦め、部下や家族の助命を条件に切腹した。享年60。
この時、家永を介錯したのは、家永の13歳の娘だったという（なお、彼の死に際しては降伏の際に自害したという説と、一度は許されたが後に謀反の兆しありとして誅されたという二説がある）。